# Armoiries du Chili
Le blason du Chili fut officialisé par la loi du 26 juin 1834, durant le gouvernement du président José Joaquín Prieto, et dessiné par le britannique Carlos Wood Taylor. 
Il est composé d'un champ divisé en deux parties égales : la partie supérieure d'azur et la partie inférieure de gueules. Le blason est soutenu par deux animaux : un condor et un huemul, qui portent sur leur tête une couronne navale d'or. Le tout est surmonté d'une huppe à trois plumes, de gueules, d'argent et d'azur, qui remonte à une distinction qu'utilisaient les anciens présidents Chiliens. En dessous, on peut voir une ceinture d'argent de laquelle apparaît la devise nationale : «Por la razón o la fuerza» (Par la raison ou par la force).

Première version du blason chilien actuel, 1834-1920